# Liste der Bodendenkmale in Jesewitz
In der Liste der Bodendenkmale in Jesewitz sind die Bodendenkmale der Gemeinde Jesewitz und ihrer Ortsteile nach dem Stand der Auflistung von Klaus Kroitzsch und Harald Quietzsch aus dem Jahr 1984 aufgelistet. Eventuelle Änderungen und Ergänzungen, insbesondere aus der Zeit nach der Wende, sind nicht berücksichtigt, da für Sachsen aktuell keine neueren allgemein zugänglichen Bodendenkmallisten vorliegen. Die Baudenkmale sind in der Liste der Kulturdenkmale in Jesewitz aufgeführt.
| Denkmal-ID | Fundart            | Ortsteil  | Bezeichnung            | Zeitstellung    | Lage                                                        | Bemerkungen                                                                                         | Bild |
| ---------- | ------------------ | --------- | ---------------------- | --------------- | ----------------------------------------------------------- | --------------------------------------------------------------------------------------------------- | ---- |
| ?          | Befestigung > Burg | Gostemitz | Wehranlage „Kirchberg“ | Mittelalter     | westlicher Ortsrand, Bereich von Kirche und Friedhof        | rechteckige Anlage, überbaut und verändert, Graben im Westen erhalten, Schutz seit 1. November 1957 |      |
| ?          | besonderer Stein   | Gotha     | Steinkreuz             | Spätmittelalter | nordnordöstlich des Orts, östlich der Straße nach Wedelwitz | Schutz seit 4. Februar 1963                                                                         |      |
| ?          | besonderer Stein   | Wöllmen   | Steinkreuz             | Spätmittelalter | östlicher Ortsrand, westlich an der Straße nach Pehritzsch  | Kopf und Arme abgeschlagen, Schutz seit 4. Februar 1963, seit ca. 1974 verschollen                  |      |